# (1430) Somalia
(1430) Somalia ist ein Asteroid des Hauptgürtels, der am 5. Juli 1937 vom südafrikanischen Astronomen Cyril V. Jackson in Johannesburg entdeckt wurde.
Der Asteroid ist nach dem ostafrikanischen Land Somalia benannt.